# Duszniki-Zdrój
Duszniki-Zdrój (česky Dušníky
nebo  Lázně Dušníky, německy Bad Reinerz či Reinerz Bad) je lázeňské město v jihozápadním Polsku, v Dolnoslezském vojvodství, na řece Bystrzyca Dusznicka (Dušnická Bystřice). Město se nachází v západním Kladsku, blízko česko-polské hranice. Ve městě žije přibližně 4 200 obyvatel.
Dušníky, stejně jako blízká Chudoba, jsou významným lázeňským městem. Ekonomika města je založena především na turistice a lázeňství. Mezi turistické cíle patří zdejší muzeum papírnictví.

## Historie
První zmínka o Dušníkách je z roku 1324. Městská práva získaly roku 1346. Přes město procházela obchodní cesta propojující Čechy a Slezsko, která napomohla městu k rozvoji. Rozvíjela se produkce tkaných látek a papíru, dále i železa, ale lokální doly se rychle vyčerpaly. Roku 1584 zde byla postavena radnice a roku 1605 papírna. Město bylo poničeno husity a za třicetileté války. Roku 1669 se zde zastavil polský král Jan Kazimír II. Vasa po jeho odstoupení. Dušníky, stejně jako celé Kladsko, náležely k Českému království. Spolu s celým Kladskem bylo město roku 1742 postoupeno Prusku a následně se stalo součástí Německa. Po druhé světové válce oblast nárokovalo Československo. Nakonec byla ale celá sporná oblast přičleněna k Polsku. Dnes Dušníky obývají Poláci, přistěhovalí především ze středního a východního Polska.
Roku 1949 bylo dočasně přijato 1 500 řeckých uprchlíků řecké občanské války, většinou ženy a děti, než jim byly nalezeny nové domovy v jiných městech.

## Lázně
Roku 1748 se zde uskutečnil první výzkum minerálních pramenů a roku 1751 začala první lázeňská léčba. Roku 1769 dostalo město status lázeňského města. Roku 1822 byla postavena čerpací místnost. Roku 1826 navštívil lázně šestnáctiletý skladatel Fryderyk Chopin, byl zde vyléčen. Poté byl vystavěn památník šedesátého výročí od Chopinova pobytu.
Lázně se využívají na různá onemocnění, mezi ně patří například kardiologická a gastroenterologická. Dále je zde několik zařízení s balneoterapií a také centrum pro léčení osteoporózy.

## Ekonomika
Ekonomika je zde založena na turismu, stovky tisíc lidí město navštěvují každý rok. Dále je zde několik továren na balenou minerální vodu, tradiční tvorbu papíru a také výrobce křišťálových šperků.

## Galerie

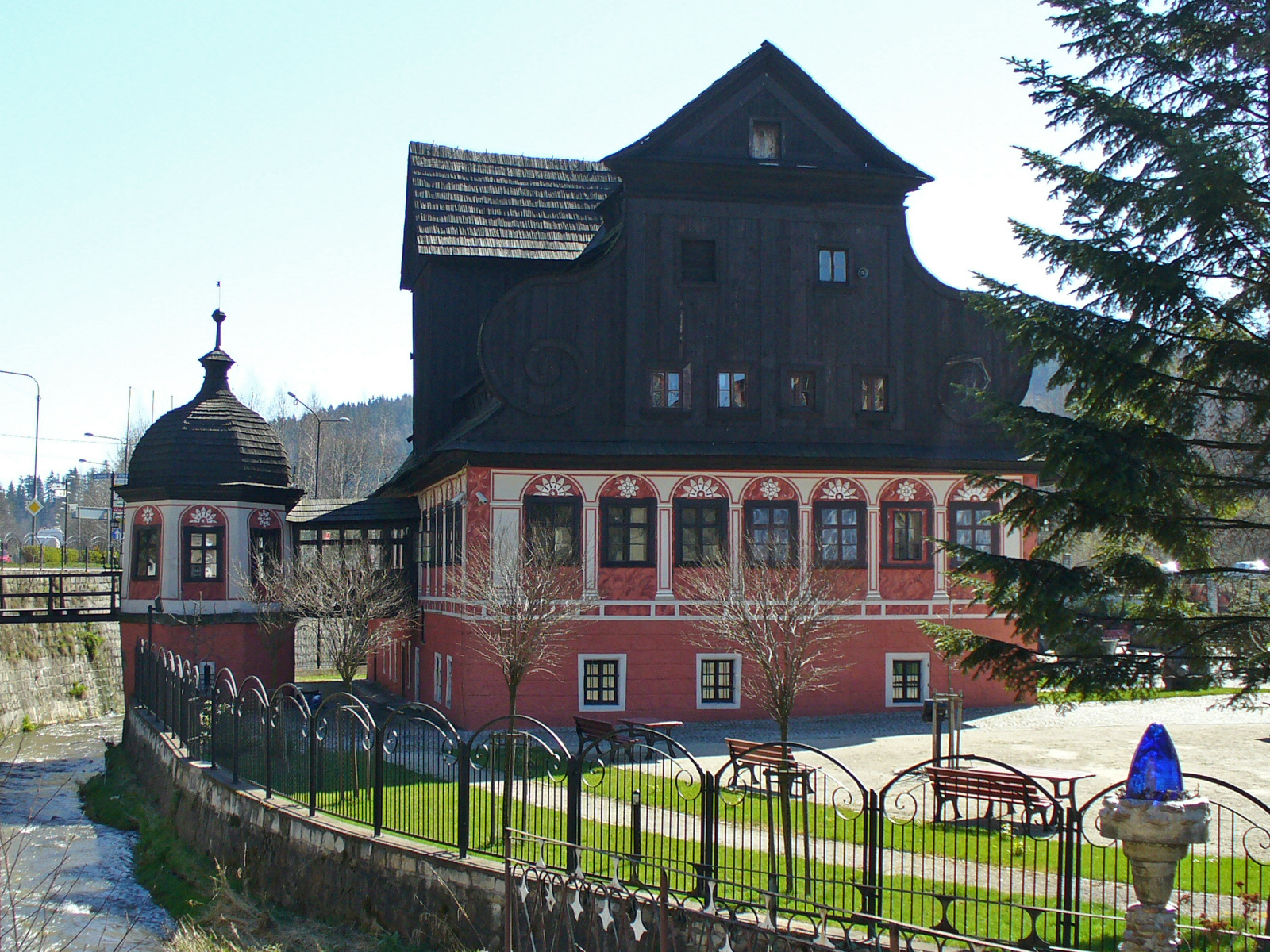
Muzeum papírnictví
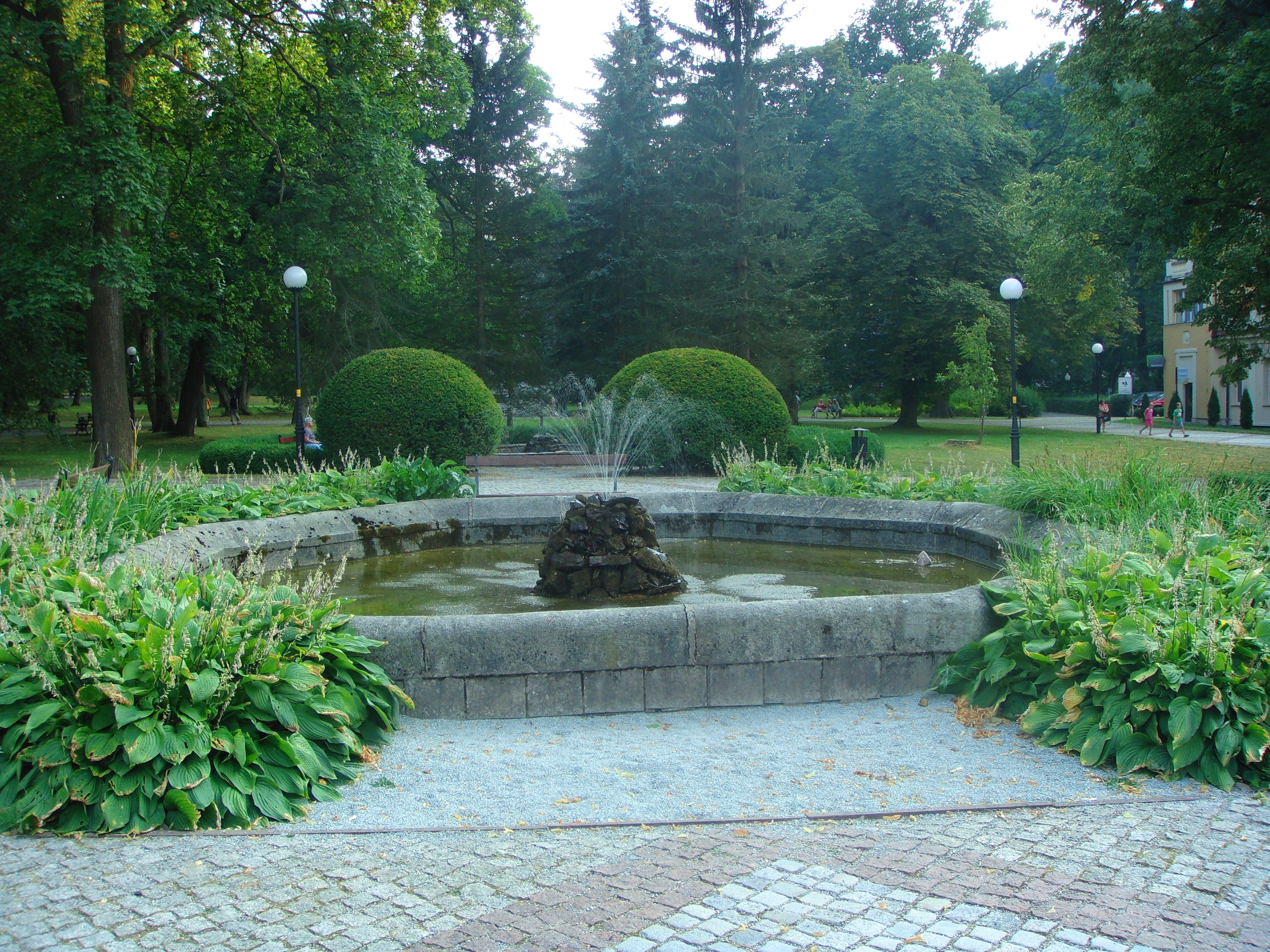
Park v Dušníkách

## Partnerská města
- Bad Sulza, Německo
- Deštné v Orlických horách, Česko
- Olešnice v Orlických horách, Česko
- Orlické Záhoří, Česko
- Sedloňov, Česko